# Ajša
Ajša je žensko osebno ime.

## Izvor imena
Ajša je Žívi pomensko sorodno muslimansko ime. Ajša izhaja iz arabskega imena A'išä v pomenu »živa, obstoječa; ki dobro živi«.

## Pogostost imena
Po podatkih Statističnega urada Republike Slovenije je bilo na dan 31. decembra 2007 v Sloveniji število ženskih oseb z imenom Ajša : 149.

## Znani nosilci imena
- Ajša Pengov (1913– ), kiparka in lutkarka
- Ajša je bila najljubša žena preroka Mohameda. hči Abu Bakra, Mohamedovega sodelavca in kalifa. Bila je zelo izobražena. Po smrti kalif Omarja I. je kot Osmanova in Alijeva nasprotnica igrala vidno vlogo v boju za kalifat.